# Јелена (албум Јелене Карлеуше)
Јелена је четврти студијски албум српске певачице Јелене Карлеуше. Издат је 1998. године за издавачке куће ZaM и Raglas Records. На албуму се налази осам песама, од којих су најпопуларније „Жене воле дијаманте” и „Јелена”. Текстове већине песама написала је Марина Туцаковић, са изузетком песама „Краљица и слуга”, коју је написао Срећко Максимовић, и „Зар сам ја то заслужила?” чији је текст написала Јеленина мајка, Дивна Карлеуша. Албум је снимљен у мају 1998. године у студију „XXL”, а постпродукција је одрађена у студију „Оливер”.

## Списак песама
| №  | Назив                    | Текст             | Музика             | Трајање |  |
| 1. | Жена змија               | Марина Туцаковић  | Александар Милић   | 3:12    |  |
| 2. | Не веруј женама          | Марина Туцаковић  | Таркан             | 4:43    |  |
| 3. | Судбину пореци           | Марина Туцаковић  | Александар Милић   | 3:41    |  |
| 4. | Јелена                   | Марина Туцаковић  | Сезен Аксу         | 3:17    |  |
| 5. | Куме                     | Марина Туцаковић  | Јулдуз Усмонова    | 3:21    |  |
| 6. | Жене воле дијаманте      | Марина Туцаковић  | Таркан, Сезен Аксу | 3:37    |  |
| 7. | Краљица и слуга          | Срећко Максимовић | Александар Милић   | 3:37    |  |
| 8. | Зар сам ја то заслужила? | Дивна Карлеуша    | Александар Милић   | 3:08    |  |

## Особље
Преузето са бележака на омоту албума.
- Ферус Мустафов — дувач
- Перица Васић — виолиниста
- Вук Зиројевић — гитаристан, бубњар, сниматељ
- Дејан Абадић — продуцент, микс
- Дејан Милићевић — фото
- Драган Вурдеља — шминка
- Немања Младеновић — пољубац у песми 6
- Саша Поповић — музички уредник
- Милија Гане Ђокић — главни уредник
- Никола Костандиновић — дизајн